# Symphonie no 91 de Joseph Haydn
La Symphonie no 91 en mi bémol majeur Hob. I:91 est une symphonie du compositeur autrichien Joseph Haydn. Composée en 1788, elle est en quatre mouvements.

## Analyse de l'œuvre
1. Largo - allegro assai, en mi bémol majeur, à 
, Largo : mesures 1-20 - allegro assai : mesures 21-268
2. Andante, en si bémol majeur, à 
, 154 mesures
3. Menuet, en mi bémol majeur, à 
, 66 mesures
4. Vivace, en mi bémol majeur, à , 231 mesures

Durée : environ 23 minutes

## Instrumentation
- Une flûte, deux hautbois, deux bassons, deux cors, cordes.